# Thomas Ravelli
Thomas Ravelli (Västervik, 13 de agosto de 1959) es un exfutbolista sueco. Jugaba como portero y es el jugador con mayor número de participaciones con la selección de fútbol de Suecia, con 143 partidos.
A nivel de clubes, Ravelli jugó en los equipos suecos IFK Göteborg y Östers SI, ganando el campeonato sueco seis veces con el primero y dos veces con el último. También jugó para el Tampa Bay Mutiny de la Major League Soccer de los Estados Unidos. 
Ravelli es especialmente conocido por parar dos penaltis durante los cuartos de final, en el partido Suecia-Rumanía, en la Copa del Mundo de 1994. Gracias a esas paradas, el equipo sueco se clasificó para las semifinales, donde luego perdería 1-0 ante Brasil con gol de Romário.
En el plano personal, Thomas está casado y tiene tres hijos.
Su hermano gemelo, Andreas, también ha sido un jugador de fútbol internacional (como defensor).
Ravelli tenía un gran temperamento (lo que le provocó más de una expulsión) y propició más de un incidente en la primera división sueca.
Ravelli fue caracterizado recientemente como portero en los videojuegos FIFA 06 FIFA 07, FIFA 08,  FIFA 09, FIFA 10,  FIFA 11 y FIFA 12 como miembro del equipo Classic XI, donde aparece al lado de otras estrellas tales como Zico, Ronald Koeman, Franz Beckenbauer, Éric Cantona, o Franco Baresi. Ravelli puede ser también seleccionado para el equipo nacional de Suecia en el juego. También apareció en el videojuego Fifa Street 2 como una de las leyendas junto con Paul Gascoigne, Hans Krankl, Abedi Pelé y Carlos Alberto, y como jugador «clásico» llamado Ladane en el Pro Evolution Soccer 6.

## Selección nacional
La carrera internacional de Ravelli comienza en 1981 y durará hasta 1997. Jugando en todo este periodo la Copa Mundial de Fútbol de 1990, la Eurocopa 1992 y la Copa Mundial de Fútbol de 1994, en la que Suecia finalizó tercera.

### Participaciones en Copas Mundiales
| Mundial                        | Sede           | Resultado     |
| ------------------------------ | -------------- | ------------- |
| Copa Mundial de Fútbol de 1990 | Italia         | Primera fase  |
| Copa Mundial de Fútbol de 1994 | Estados Unidos | Tercer puesto |

## Clubes
| Club             | País           | Año       | Partidos | Goles |
| ---------------- | -------------- | --------- | -------- | ----- |
| Östers IF        | Suecia         | 1978-1988 | 219      | 0     |
| IFK Göteborg     | Suecia         | 1989-1997 | 211      | 0     |
| Tampa Bay Mutiny | Estados Unidos | 1998-1999 | 23       | 0     |
| Östers IF        | Suecia         | 1999      | 8        | 0     |